# Kaiserpark (Krefeld)

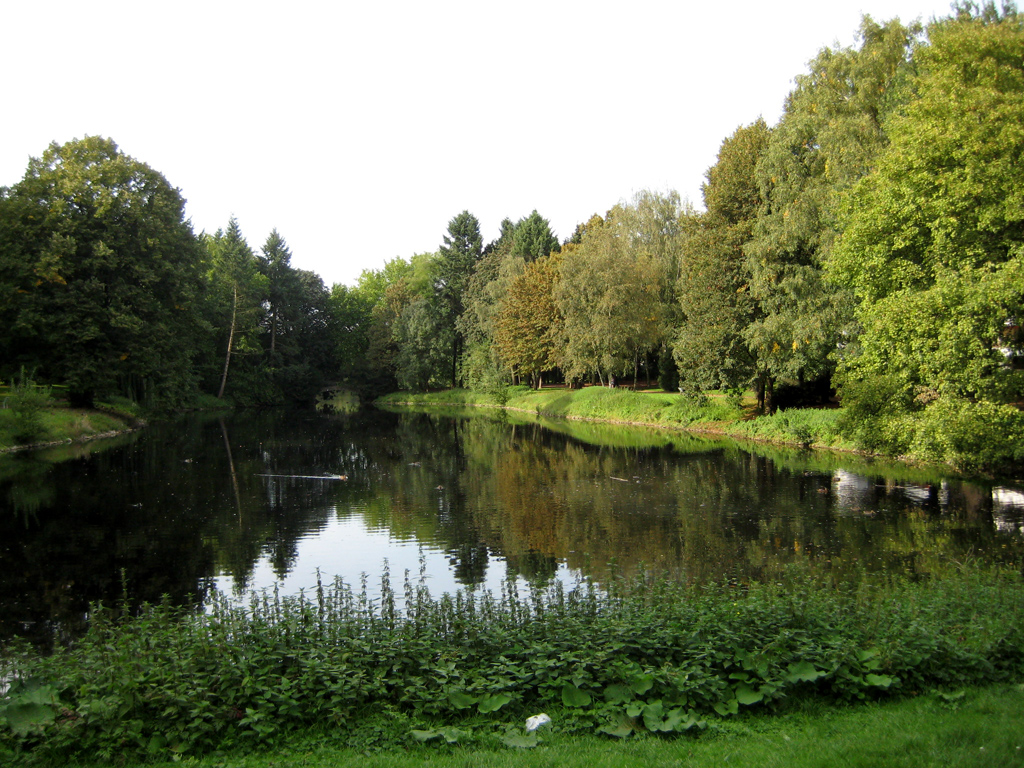
Kaiserpark in Krefeld

Der Kaiserpark ist eine aufwendig gestaltete Parkanlage im Ortsteil Bockum von Krefeld. Sie wurde Mitte des 19. Jahrhunderts angelegt und war ursprünglich zu Ehren des ersten deutschen Kaisers Wilhelm I. als Botanischer Garten konzipiert. Daher trifft man hier auch exotische Pflanzenarten. 
Der Kaiserpark befindet sich unmittelbar neben Krefelds Prachtstraße, der Wilhelmshofallee. Ende des 19. Jahrhunderts erbauten viele reiche Krefelder Familien hier ihre Villen.